# Meteorus acutus
Meteorus acutus är en stekelart som beskrevs av Maeto 1988. Meteorus acutus ingår i släktet Meteorus och familjen bracksteklar. Inga underarter finns listade i Catalogue of Life.